# Gerbillus cheesmani
Gerbillus cheesmani је врста глодара из породице мишева.

## Распрострањење
Ареал врсте Gerbillus cheesmani обухвата већи број држава. Врста има станиште у Ирану, Ираку, Јордану, Сирији, Саудијској Арабији, Кувајту, Оману, Уједињеним Арапским Емиратима, Јемену и (непотврђено) Бахреину.

## Станиште
Станиште врсте су пустиње до 450 метара надморске висине.

## Угроженост
Ова врста није угрожена, и наведена је као последња брига јер има широко распрострањење.